# Ari Fleischer
Pour les articles homonymes, voir Fleischer.
Ari Fleischer (1960-) est un homme politique américain. Il était le secrétaire de presse de la Maison-Blanche de 2001 à 2003. Il était le porte-parole de la Maison-Blanche sous la présidence Bush lors du 11 septembre 2001 et dans les jours qui précédèrent l'opération liberté irakienne. Il aurait été impliqué dans l'affaire Plame.
Il fait partie du conseil d'administration de la Republican Jewish Coalition, coalition juive républicaine.

## Dans la fiction
Dans le film W. : L'Improbable Président (2008) d'Oliver Stone, son rôle est joué par Rob Corddry.